# Opočnice
Opočnice (en allemand : Opotschnitz) est une commune du district de Nymburk, dans la région de Bohême-Centrale, en République tchèque. Sa population s'élevait à 454 habitants en 2020.

## Géographie
Opočnice se trouve à 5 km au sud-ouest du centre de Městec Králové, à 16 km à l'est de Nymburk et à 60 km à l'est-nord-est de Prague.
La commune est limitée par Podmoky et Městec Králové au nord, par Dlouhopolsko à l'est, par Hradčany et Kolaje au sud, et par Vrbice à l'ouest.

## Histoire
La première mention écrite de la localité date de 1233.